# Kay Boyle
Kay Boyle, född 19 februari 1902, död 27 december 1992, var en amerikansk författare.
Boyle studerade bland annat fiol vid musikkonservatoriet i Cincinnati och dessförinnan arkitektur vid Ohio Mechanics Institute. 
Hon gifte sig 1921 med en fransk utbytesstudent och kom 1922 till Europa, där hon främst uppehöll sig i Frankrike. 
1931 gifte hon sig med den amerikanske målaren Laurence Vail och återvände 1941 till USA. 
Boyle skrev lyrik, noveller och romaner. Hon mottog starka intryck av modernismen efter första världskriget och var en av de främsta företrädarna för den grupp amerikanska författare som hade sitt organ i tidskriften transition.
Bland Boyles verk märks en rad novellsamlingar som Wedding Day and Other Stories (1930), Plagued by the Nightingale (1931), Year Before Last (1932), The First Lover and Other Stories (1933), Gentlemen, I Address You Privately (1933), My Next Bride (1934), The White Horses of Vienna and Other Stories (1936), Death of a Man (1936), Monday Night (1938) och The Crazy Hunter (1940). A Glad Day (1938) är en av hennes diktsamlingar, Armistice Diary (1942) är en skildring från förhållandena vid Frankrikes sammanbrott 1940. Primer for Combat (1942) är en roman i dagboksform från det ockuperade Frankrike liksom Avalanche (1944). Thirty Stories (1946) är ett urval av Boyles noveller.